# Pleurotomella lottae
Pleurotomella lottae är en snäckart som beskrevs av Addison Emery Verrill 1885. Pleurotomella lottae ingår i släktet Pleurotomella och familjen kägelsnäckor. Inga underarter finns listade i Catalogue of Life.